# Ambato (departamento)
Ambato é um departamento da Argentina, localizado na província de Catamarca.

## População
Segundo os Censos de 2010, a população de Ambato em 2010 era de 4.463 habitantes.
Últimos censos:
- 1991: 3.582 habitantes
- 2001: 4.525 habitantes
- 2010: 4.463 habitantes

fonte: INDEC

## Municípios
O departamento está dividido em 4 municípios:
- El Rodeo
- La Puerta
- Las Juntas
- Los Varela